# Фондакело (Месина)
Фондакело је насеље у Италији у округу Месина, региону Сицилија.
Према процени из 2011. у насељу је живело 752 становника. Насеље се налази на надморској висини од 7 м.